# Maximilian von Linprun
Maximilian Karl Joseph Ritter von Linprun (* 31. Januar 1838 in Griesbach; † 11. Oktober 1909 in München) war ein bayerischer Generalmajor.

## Leben

### Herkunft
Maximilian war das vierte von zehn Kindern des Mediziners Karl Ritter und Edler von Linprun (1802–1883) und dessen Ehefrau Ludovica, geborene Baur von Breitenfeld (1811–1899). Sein Vater war Leibarzt der Herzogin Ludovika in Bayern. Der bayerische Oberamtsrichter Alfred von Linprun (1837–1915) war sein älterer Bruder. Die Familie wurde am 23. Juli 1811 ohne das Prädikat „Edler“ der Adelsmatrikel des Königreichs Bayern bei der Ritterklasse einverleibt.

### Militärkarriere
Linprun besuchte das Kadettenhaus in München und trat am 9. Dezember 1856 in das 3. Reitende Artillerie-Regiment der Bayerischen Armee ein. Unter Beförderung zum Unterleutnant erfolgte Ende Juni 1857 seine Versetzung in das 2. Artillerie-Regiment. Vom 4. Juni 1859 bis zum 25. Januar 1865 war Linprun im neuformierten 4. Artillerie-Regiment tätig und kehrte anschließend als Oberleutnant in das 2. Artillerie-Regiment zurück. Mit dem Verband nahm er 1866 während des Krieges gegen Preußen am Mainfeldzug teil.
Ab dem 12. Juni 1868 diente Linprun als 2. Adjutant beim Artillerie-Korps-Kommando unter Karl von Brodeßer, um dann Ende Februar 1870 als Hauptmann und Batteriechef im 1. Artillerie-Regiment wieder in den Truppendienst zurückzutreten. Während des folgenden Krieges gegen Frankreich nahm er an den Kämpfen bei Wörth, Beaumont, Sedan, Artenay, Villepion, Loigny und Poupry, Orléans, Beaugency sowie den Belagerungen von Paris und Belfort teil. Für sein Wirken zeichnete ihn König Ludwig II. mit dem Ritterkreuz II. Klasse des Militärverdienstordens aus und Linprun erhielt die Erlaubnis zur Annahme beider Klassen des Eisernen Kreuzes.
Er avancierte Ende März 1878 zum Major und wurde ein Jahr später als etatmäßiger Stabsoffizier in das 2. Fußartillerie-Regiment versetzt. In gleicher Eigenschaft folgte am 14. Juli 1880 eine Verwendung im 4. Feldartillerie-Regiment. Dort rückte Linprun Anfang November 1882 zum Kommandeur der I. Abteilung auf. Nachdem er am 24. März 1885 seine Beförderung zum Oberstleutnant erhalten hatte, wurde er am 29. Oktober des Jahres unter Stellung à la suite seines Regiments zum Referenten bei der Inspektion der Artillerie und des Trains ernannt. Linprun kehrte Mitte März 1887 als etatmäßiger Stabsoffizier in das 4. Feldartillerie-Regiment zurück und wurde am 17. November 1887 zum Kommandeur dieses Verbandes ernannt. In dieser Stellung avancierte Linprun am 11. Mai 1888 zum Oberst und Prinzregent Luitpold zeichnete ihn Ende Dezember 1888 mit dem Verdienstorden vom Heiligen Michael IV. Klasse aus. Unter gebührenfreier Verleihung des Charakters als Generalmajor erhielt Linprun am 25. September 1889 seinen Abschied mit Pension bewilligt.
Nach seiner Verabschiedung erhielt er anlässlich des 85. Geburtstages von Prinzregent Luitpold 1906 das Komtur des Militärverdienstordens.

### Familie
Linprun hatte sich am 21. Mai 1870 in Würzburg mit Anna Escherich (* 1848), Tochter des Mediziners Ferdinand Escherich (1810–1888) verheiratet. Aus der Ehe gingen die Kinder Marie (1871–1920), Karl (1872–1873), Ferdinand (1874–1880), Alfred (1875–1876) und Katharine (* 1878) hervor.